# Stephens (Arkansas)
Stephens es una ciudad ubicada en el condado de Ouachita en el estado estadounidense de Arkansas. En el Censo de 2010 tenía una población de 891 habitantes y una densidad poblacional de 125,37 personas por km².

## Geografía
Stephens se encuentra ubicada en las coordenadas 33°25′16″N 93°4′11″O / 33.42111, -93.06972. Según la Oficina del Censo de los Estados Unidos, Stephens tiene una superficie total de 7.11 km², de la cual 7.08 km² corresponden a tierra firme y (0.44%) 0.03 km² es agua.

## Demografía
Según el censo de 2010, había 891 personas residiendo en Stephens. La densidad de población era de 125,37 hab./km². De los 891 habitantes, Stephens estaba compuesto por el 40.85% blancos, el 57.8% eran afroamericanos, el 0.11% eran amerindios, el 0% eran asiáticos, el 0% eran isleños del Pacífico, el 0.11% eran de otras razas y el 1.12% pertenecían a dos o más razas. Del total de la población el 0.9% eran hispanos o latinos de cualquier raza.